# Parque estatal de la Serra Furada

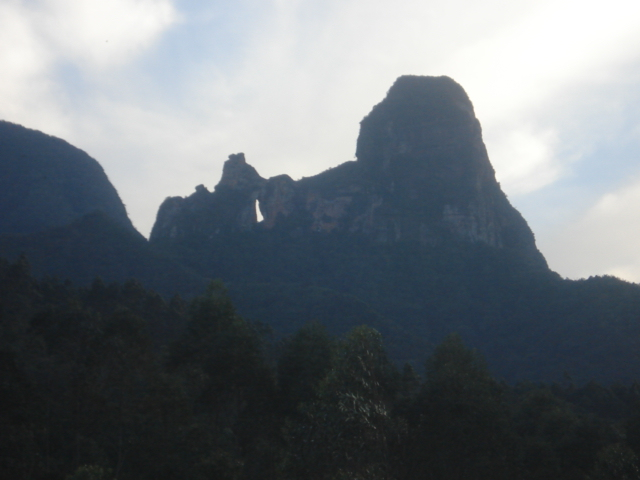
Relieve de Sierra Furada

El Parque Estatal da Serra Furada (Parque Estadual da Serra Furada - PAESF) es una unidad de conservación brasileña de protección integral a la naturaleza. 
Situado en el sureste del estado de Santa Catarina, ocupa parte del territorio de los municipios de Orleans y Grão Pará.
Fue creado el 20 de julio de 1980, a través del Decreto Estatal Nº 11.233. Su administración corresponde a la Fundación del Medio Ambiente del Gobierno del Estado de Santa Catarina.

## Características del área
El Parque Estatal de la Sierra Furada tiene un área de 1.330 ha y su perímetro, en la porción oeste, está conectado geográficamente al parque nacional de São Joaquim. Juntos, ambos parques protegen un área de 50,630 ha. Posee un relieve bastante accidentado, abarca desde los acantilados de la Sierra General en las áreas más elevadas, junto a valles bastante empinados hasta áreas donde rocas sedimentarias forman colinas redondeadas, con altitud variando de 400 a 1,480 m.

### Flora
Está cubierta por un bosque lluvioso tropical denso que, debido al relieve accidentado y a la gran variación de altitud, está representada por los subtipos Submontana, Montana y Altomontana (este último también conocido como mata nebular). Los acantilados rocosos de la región albergan diversas especies rupícolas, algunas incluso endémicas, entre las cuales puede citarse el recién descubierto Baccharis scopulorum.

### Fauna
Durante los estudios preliminares a la elaboración del plan de manejo del parque, se levantó la presencia de 174 especies de aves, 10 especies de mamíferos, 23 especies de anfibios, 14 especies de reptiles y 12 especies de peces.